# 국군퇴제역관병보도위원회
중화민국 국군퇴제역관병보도위원회(中華民國國軍退除役官兵輔導委員會)는 중화민국 국군 퇴역 군인을 위한 취업, 취학, 의료 서비스를 제공하는 보훈부이다. 중화민국 행정원에 소속되어 있고, 약칭은 퇴보회(退輔會), 보도회(輔導會)이다. 국군퇴제역관병보도위원회에는 대만 각지의 15개의 영민병원(榮民醫院), 16개의 영예국민의 집(榮譽國民之家) 19개의 사무처, 5개의 농장, 1개의 공업기구 등이 소속 되어있다.

## 같이 보기
- 중화민국 행정원
- 대한민국 국가보훈부